# Listă de companii din Turda
Aceasta este o listă de companii din Turda:
- Casirom
- Electroceramica
- Fabrica de ciment din Turda
- Lapp Insulator
- Roland Impex
- Sticla Turda
- Uzinele Chimice Turda (UCT) [1][2][3][4][5]
- Aectra, cu fabrica Chemical Independent Group (CIG)